# Jeffrey Gunter
Jeffrey Gunter (Durham, 1º giugno 1999) è un ex giocatore di football americano statunitense che ha militato nel ruolo di defensive end per i Cincinnati Bengals della National Football League (NFL).

## Carriera

### Cincinnati Bengals
Al college Carter giocò a football alla Coastal Carolina University (2017-2018, 2020-2021) e alla North Carolina State University (2019). Fu scelto nel corso del settimo giro (252º assoluto) del Draft NFL 2022 dai Cincinnati Bengals. Debuttò come professionista subentrando nella gara del primo turno contro i Pittsburgh Steelers. La sua stagione da rookie si concluse con 10 presenze, nessuna delle quali come titolare, e un tackle.
All'inizio della sua seconda stagione da professionista Gunter non rientrò nel roster attivo iniziale dei Bengals e così il 29 agosto 2023 fu svincolato e poi aggregato alla squadra di allenamento il giorno successivo.
L'8 gennaio 2023, al termine della stagione regolare 2023, Gunter firmó con i Bengals da riserva/contratto futuro.
Il 14 agosto 2024 i Bengals inserirono Gunter in lista riserve/ritirati.